# Sarah Mary Fitton
Sarah Mary Fitton (ca. 1796 – 30 de marzo de 1874) fue una escritora irlandesa, quién se interesó en la botánica. Es famosa por su libro de 1817, Conversaciones en Botánica.

## Biografía
Muy poco es sabido de Sarah Mary Fitton fuera de su escritura, y se cree que nació en Dublín. Tenía un hermano William Henry Fitton, y dos hermanas, una era Elizabeth (fl. 1817–1834).
Sarah murió en París el 30 de marzo de 1874 en 15 rue Ville l'Evêque.

## Escritura y trabajo botánico
Es reconocida por ser coautora de Conversaciones en Botánica con su hermana Elizabeth, publicado en 1817. Y, tuvo nueve ediciones entre 1817 y 1840. El libro está compuesto de 18 conversaciones entre una madre y su hijo qué dialogan sobre los principios del sistema de clasificación linneana y elementos de botánica. El libro fue ilustrado con planchas pintadas a mano, por George Sowerby. Las primeras ediciones se publicaron anónimamente, y las ediciones más tardías muestran que la mayoría del texto fue escrioa por Sarah, asistido por Elizabeth. Sus autorías a menudo, se atribuyen erróneamente a Maria Elizabetha Jacson o a Jane Marcet. Se acredita, junto con otros trabajos contemporáneos, con el fomento de la popularidad de la botánica con las mujeres. Las hermanas también escribieron "Las Cuatro Estaciones" en 1865.
Más tarde, Sarah escribió libros y cuentos para niños, con algunos de ellos traducidos al francés. Vivió un tiempo en París, con su trabajo en el dibujo y sus experiencias allí. Su último libro se publicó en 1866. Mientras en París, hizo amistad con John Kenyan, y Eugène Sue.

## Honores

### Eponimia
El botánico belga, Eugène Coemans nombró un genus de arbustos de floración perenne, Fittonia, en honor de las hermanas Fitton, en 1865.

## Obra

### Algunas publicaciones
Elizabeth Fitton, Sarah Mary Fitton. (1817) Conversations on Botany: With Plates.. Contribuyó Andrew Strahan, Longman, Hurst, Rees, Orme, & Brown. Publicó Longman, Hurst, Rees, Orme, & Brown, 213 p.
- Elizabeth Fitton, Sarah Mary Fitton. (1840) Conversations on Botany. 9.ª ed. de Longman, Orme, Brown, Green, & Longmans, 285 p.

- Conversations on Harmony (1855)

- Four Seasons: a Short Account of the Structure of Plants (1865)

- Little by Little

## Otras lecturas
- Fussell, G. E. 1951. 'Elizabeth and Sarah Fitton' Gardener's Chronicle 130 (10 de noviembre de 1951) p. 179–181.